# Kris Bright
Kris Bright (ur. 5 września 1986 w Auckland) – nowozelandzki piłkarz, reprezentant kraju grający na pozycji napastnika.

## Życiorys

### Kariera piłkarska
Przygodę z futbolem rozpoczął w 2005 w Waitakere City FC.
W 2005 roku przeszedł do New Zealand Knights FC. W 2006 przeszedł do Fortuna Sittard. W 2007 przeszedł do Kristiansund BK. W 2009 zaliczył krótki epizod w greckim Panserraikosie. Od 2009 do 2010 był piłkarzem Shrewsbury Town.
Następnie występował w drużynach Budapest Honvéd FC, Balzan F.C., Bryne FK, FC Haka, IFK Mariehamn, Lincoln City, Bharat F.C., Bidvest Wits, Linfield F.C. i Auckland City FC.

### Kariera reprezentacyjna
Karierę reprezentacyjną rozpoczął w 2008. W 2009 został powołany przez trenera Rickiego Herberta na Pucharze Konfederacji 2009, gdzie reprezentacja Nowej Zelandii odpadła w fazie grupowej. W kadrze zagrał w 5 spotkaniach i strzelił 1 bramkę.

## Sukcesy

### Klubowe
Bidvest Wits FC
- Wicemistrz Południowej Afryki: 2015-16

Linfield F.C.
- Mistrz Irlandii Północnej: 2017
- Zdobywca Puchar Irlandii Północnej: 2016-17
- Zwycięzca County Antrim Shield: 2016-17

Auckland City FC
- Mistrz Nowej Zelandii: 2017-18